# Atari: Game Over
Atari: Game Over es una película documental de 2014 dirigida por Zak Penn. Se trata de la excavación del entierro del videojuego Atari. La película fue lanzada en 2014 por Xbox en Xbox Live.

## Reparto
- Zak Penn
- Howard Scott Warshaw
- Ernest Cline
- George R.R. Martín
- Nolan Bushnell
- Seamus Blackley

## Desarrollo
El documental se anunció por primera vez el 19 de diciembre de 2013.
Para el documental, los realizadores excavaron el vertedero en Alamogordo, Nuevo México, donde se enterraron muchos cartuchos de juegos E.T. La excavación tomó varios meses de preparación y finalmente se llevó a cabo el 26 de abril de 2014. Aunque la excavación solo había sido planeada para llegar a una profundidad de 18 pies, en realidad fue de 30 pies. Se desenterraron alrededor de 1.300 de los aproximadamente 700.000 juegos enterrados.
La excavación duró aproximadamente tres horas. Solo se pudo recuperar una pequeña cantidad de juegos, porque la autoridad local de Alamogordo solo permitió que la excavación durara un día y ordenó que el sitio se cerrara antes del 27 de abril.
700 de los 1,300 juegos desenterrados durante la excavación serán vendidos por la Comisión de la Ciudad de Alamogordo, y 100 se entregarán a las empresas de desarrollo de la película, Lightbox y Fuel Entertainment. La alcaldesa de Alamogordo, Susie Galea, ahora espera convertir el sitio de excavación en una atracción turística.
Los 500 juegos restantes se entregaron a la Institución Smithsonian en Washington D. C. ya los museos locales de Nuevo México para que los exhibieran.
La película fue lanzada por Microsoft a través de su tienda Xbox Video el 20 de noviembre de 2014. En abril de 2015 estuvo disponible en Netflix y tuvo una transmisión en Showtime.

## Recepción
La película recibió críticas en su mayoría positivas.
The AV Club le otorgó una puntuación de C+ y dijo que "Warshaw merece reconocimiento por superar los límites de la tecnología de principios de los 80, pero la exhumación de su trabajo final convierte a un grano de arena en una montaña de basura".
IGN le otorgó una puntuación de 7,1 sobre 10, diciendo "Corto, divertido y directo, Atari: Game Over cuenta la historia de ET, el juego con corazón e ingenio".
Eurogamer la calificó como "una de las mejores películas sobre juegos de este año y debería ser vista por cualquier persona interesada en los primeros años del salvaje oeste del medio".
Titulares y noticias globales decían: "Ciertamente hay peores formas de pasar una hora, así que si quieres absorber una porción intrigante de la antigüedad de los videojuegos, echa un vistazo a Atari: Game Over ".
GeekWire criticó la forma en que la película simplificó en exceso la caída de Atari, pero le otorgó una crítica positiva en general y dijo que "sigue siendo una gran historia y definitivamente vale la pena verla".
PC World le otorgó una crítica positiva y dijo que "la industria de los juegos merece documentales más cálidos e inclusivos como este".